# Gödel, Escher, Bach
Gödel, Escher, Bach: an Eternal Golden Braid: A metaphorical fugue on minds and machines in the spirit of Lewis Carroll (thường được viết tắt GEB) là cuốn sách của Douglas Hofstadter được xuất bản năm 1979 bởi Basic Books và đoạt giải Pulitzer cho tác phẩm phi hư cấu nói chung năm 1980. Lời tựa mới của Hofstadter được xuất bản trong lần in thứ hai (ISBN 0-465-02656-7) vào năm 1999 để kỷ niệm 20 năm của sách này.
Theo một cách hiểu, nó miêu tả các quan hệ giữa thành tích sáng tạo của nhà lôgic Kurt Gödel, họa sĩ M. C. Escher, và nhà soạn nhạc Johann Sebastian Bach. Theo tác giả, "Tôi thấy rõ rằng, đối với tôi, Gödel và Escher và Bach thực sự chỉ là các bóng nằm về hướng khác nhau của một vật thể trung tâm. Tôi cố gắng diễn lại vật thể trung tâm, và nghĩ đến sách này."
Chủ đề chính của sách trừu tượng hơn. Hofstadter hỏi, "Các từ và ý nghĩ có tuân theo các quy tắc hình thức hay không?" Trong lời tựa của lần in thứ hai, Hofstadter kêu than rằng sách của ông bị hiểu làm là sách hỗn hợp các điều hay nhưng thiếu chủ đề trung tâm. Ông viết, "GEB là cố gắng có tính rất cá nhân để nói làm sao mà các sinh vật có thể mọc lên từ chất vô sinh. Cái tôi là gì, và làm sao mà cái tôi có thể mọc lên từ những thứ thiếu tính chất là người, như là đá hay vũng nước?"
Sách này có hình thức xen lẫn nhiều chuyện kể khác với nhau. Các chương là cuộc đối thoại giữa các nhân vật giả tưởng, giống "What the Tortoise Said to Achilles" (Con rùa Bảo Achilles) của Lewis Carroll, truyện ngắn đó được nói đến nhiều trong sách. Trong truyện ngắn, Achilles và con Rùa thảo luận về một nghịch lý có liên quan đến nguyên lý lôgic modus ponens. Hofstadter phỏng các đối thoại kia theo cái này, kể chuyện về con Cua, Genie, và những nhân vật khác. Các đối thoại này thường có tính tự quy chiếu và siêu hư cấu.

## Bản dịch
Trong một thời gian, người ta nghĩ rằng không thể dịch được sách này vì nó "chơi chữ cấu trúc" quá nhiều, chẳng hạn đối thoại "Crab canon", gần như các câu cùng nghĩa khi đọc theo thứ tự thường và đọc ngược lại.
Việc dịch tác phẩm phức tạp này rất khó khăn, gây ra văn bản mới và trao đổi giữa các dịch giả và Hofstadter. Chẳng hạn trong tiếng Trung Quốc, tiểu đề không dịch an Eternal Golden Braid từng chữ, nhưng phiên âm là Tập Di Bích (集异璧, có nghĩa "tập họp ngọc bích ngoại lai"), đồng âm với GEB trong tiếng đó. Có thông tin về trao đổi này trong sách Le Ton beau de Marot, do Hofstadter viết về sau về dịch thuật.

## Nhân vật được nói đến trong GEB
- Alan Turing
- Charles Babbage
- Johann Sebastian Bach
- Kurt Gödel
- Lewis Carroll
- M. C. Escher
- Marvin Minsky
- René Magritte